# Tetiana Bunak
Tetiana Bunak (ukr. Тетяна Бунак), ur. 24 maja 1975 na Ukrainie) – ukraińska siatkarka grająca na pozycji środkowej. Aktualnie jest siatkarką francuskiego USSP Albi Volley-Ball. W sezonie 2005–2006 przerwała grę z powodu macierzyństwa.

## Kluby
| Klub                   | Kraj      | Od        | Do        |
| Dynamo Jenestra Odessa | Ukraina   | 1990–2000 | 2000–2001 |
| Nafta Gaz Piła         | Polska    | 2001–2002 | 2001–2002 |
| VBC Riom               | Francja   | 2003–2004 | 2003–2004 |
| El Cajasur Cordoba     | Hiszpania | 2004–2005 | 2004–2005 |
| USSP Albi Volley-Ball  | Francja   | 2006–2007 | ...       |